# ベトナムの茶

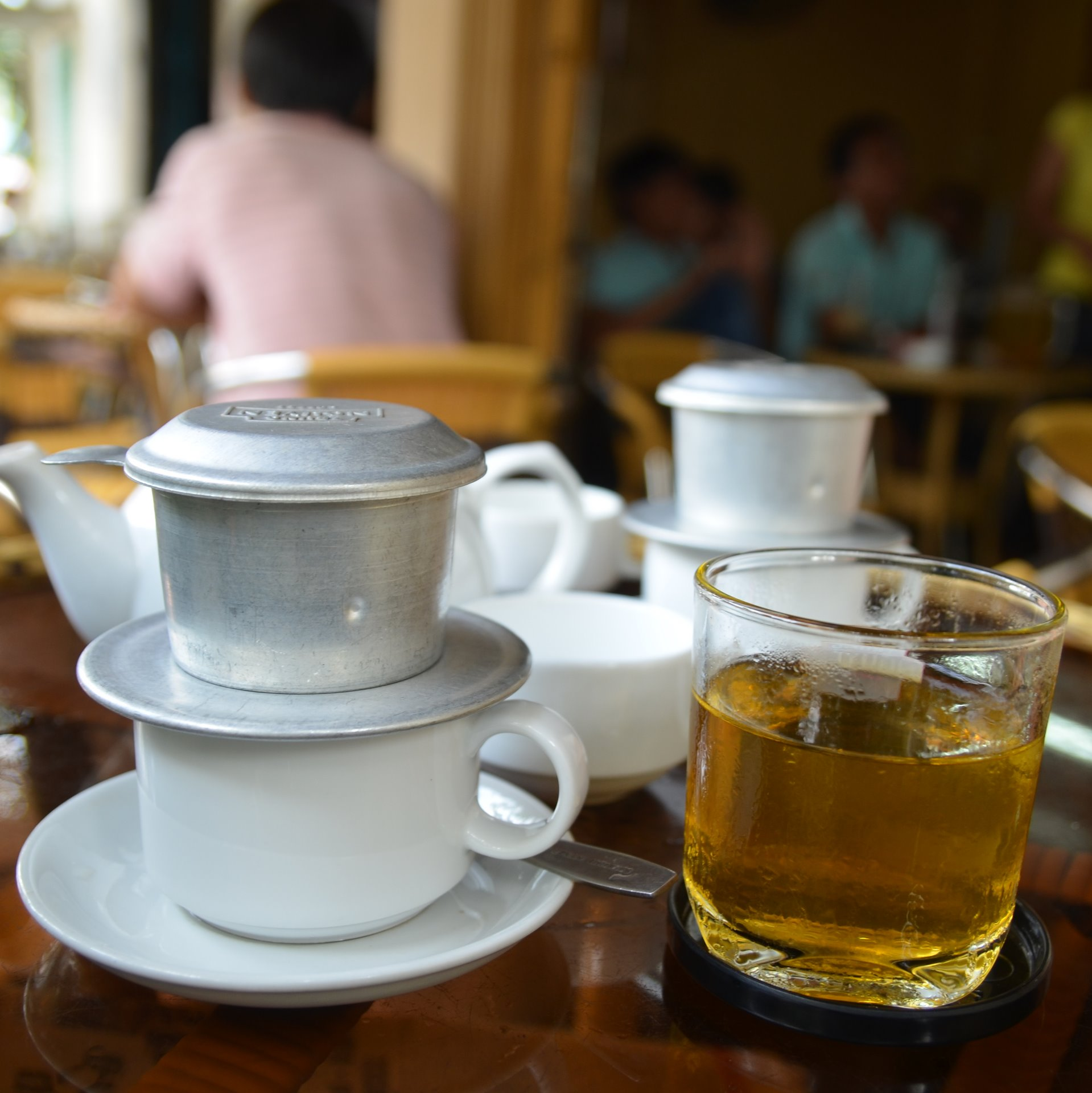
ホーチミン市のカフェの茶（右）

ベトナムの茶（ベトナムのちゃ）では、ベトナムにおける茶について述べる。

## 名称
ベトナム語では「茶」を意味する単語として 
chè [t͡ɕɛ˨˩]（チェー）と
trà [ʈaː˨˩]（チャー）
があるが、本記事では参考文献に基づいて前者にて記述する。

## 種類

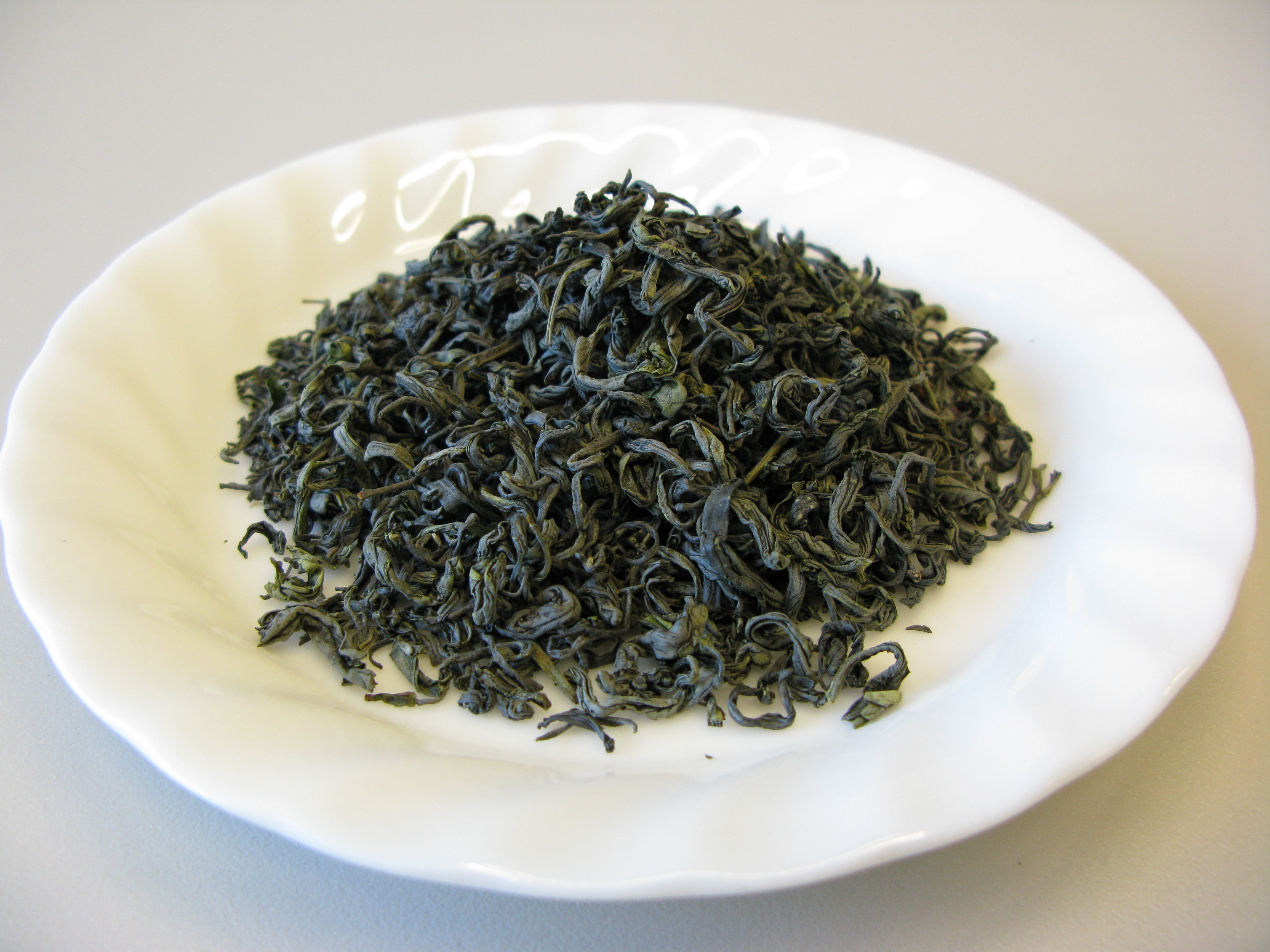
ベトナムの緑茶

近年ではペットボトル入りの茶飲料が普及しつつあるほか、下記の代表例以外にも黒茶や青茶、ジャスミン茶など様々な茶が飲まれている。

### 緑茶
首都のハノイなどでは、緑茶が最も一般的な飲料として世代や性別を問わず飲まれている。普通の茶葉と高級な茶葉はそれぞれチェー・ハットとチェー・カインと呼んで区別され、各農家で栽培から収穫、乾燥まで行われることが多い。2015年の時点でハノイには200軒以上の茶屋があり、温かい緑茶が2,000ドン（当時の為替レートで約10円）で提供されている。
また、茶葉を約1日干して、葉から直接煮出すチェー・トゥオイという飲み方が北中部にはある。カフェインが強烈で、他の東南アジアの国々では見られない、独自の風習である。そのほか、生の茶葉を洗浄してガラスの容器やポットに入れ、大きく切ったショウガを加えて熱湯を注ぎ20分ほど蒸らすチェー・サンという飲み方もある。

### 蓮茶

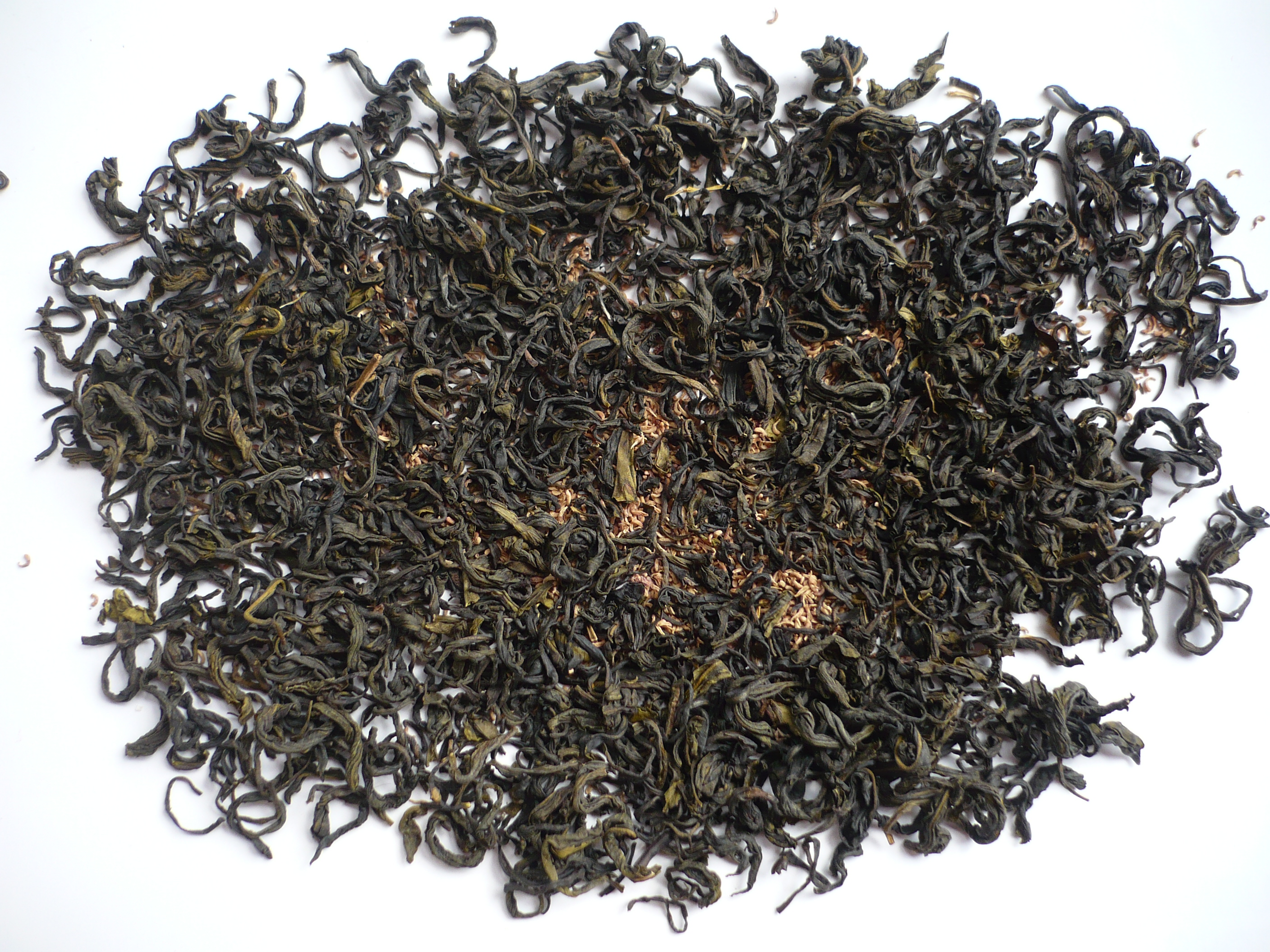
ベトナムの蓮茶

蓮の花と茶葉を一緒に蓮の葉で包むチェー・ホア・センと、蓮の花びらと花芯を茶葉に絡めるチェー・ティム・センがあり、ともに蓮の香りを茶に移す花茶である。阮朝期には、フエの城内の浄心湖で蓮の花に茶葉を入れて花弁を縛る事が流行したという。近年では、蓮のフレーバーで香り付けをしたチェー・センと呼ばれるティーバッグが都市部を中心に販売されている。

### フエ宮廷茶
フエでは、阮朝の宮廷で飲まれていたチェー・クンディン・フエと呼ばれるブレンド茶が販売されている。茶葉にニガウリやアーティチョーク、甘草、ヒメリンゴなど20種類のハーブ類を混ぜて作る。

### 竹筒茶
タイ族は竹筒に茶葉を詰めて蒸し、必要な時に取り出す保存食としている。なお、近隣のチンポー族などにも似た風習がみられる。

### 茶外茶
近代以前は茶は貴重だったため、北部の農村部などではヴォイの木の葉やつぼみを乾燥させて煮出したヌオック・ボイという茶外茶を飲んでいた。南部ではクワやスターフルーツの葉を茶にしていたという。
また、チェー・ダンと呼ばれる苦丁茶のような苦茶がカオバン省やランソン省など北部山地で作られ、漢方薬などと一緒に販売されている。

## 歴史

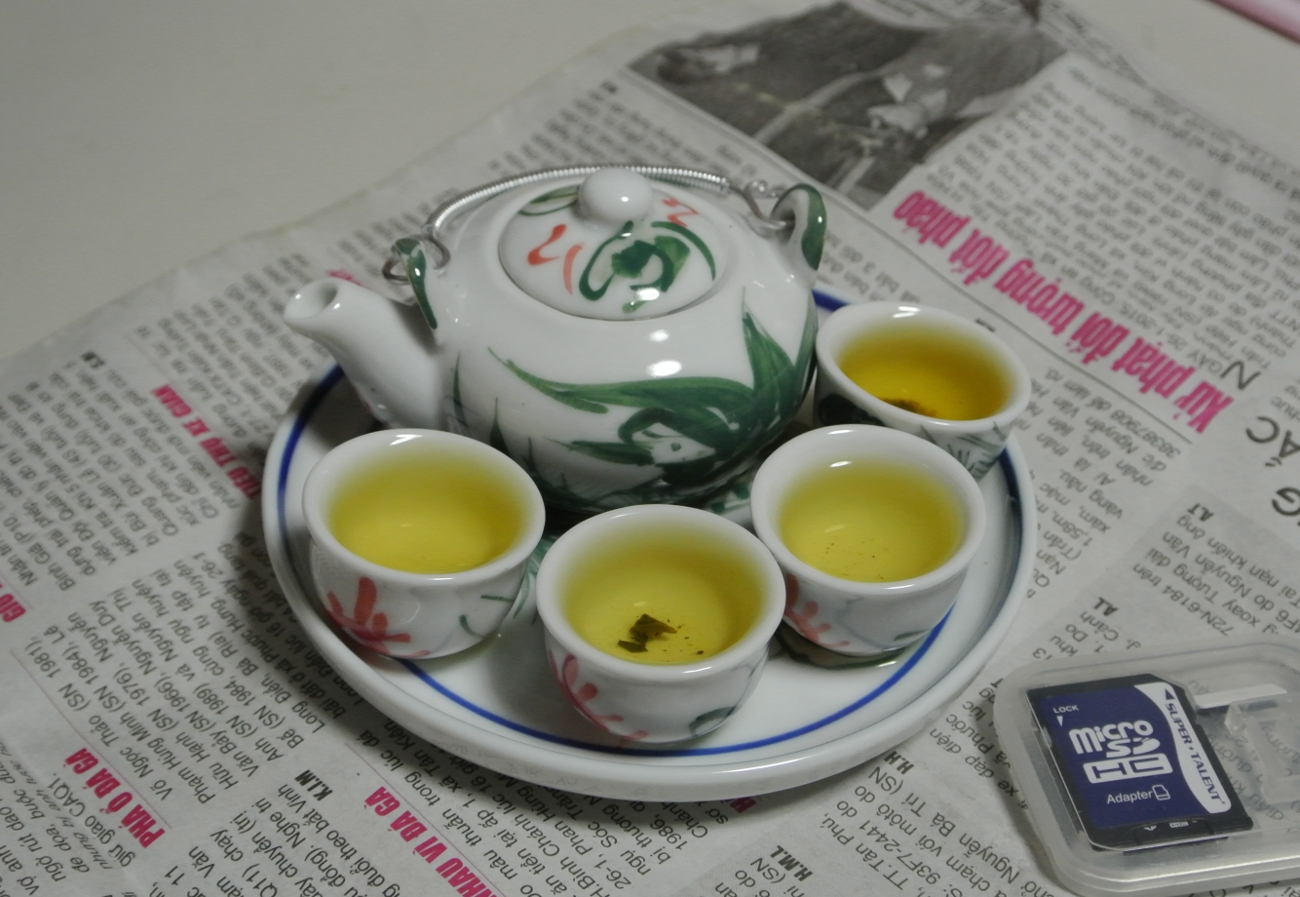
ベトナムの茶器。急須と茶碗と盆がセットになっているものが多く、茶碗は中国同様ひとくち呑みサイズである。これは特におみやげ用に小ぶりに作ってあるもの

### 独立王朝時代まで
『旧唐書』によれば、咸通4年（863年）には中国南部から茶や薬が安南に出荷されていたという記録があり、現在のベトナム北部に茶が移入していた。11世紀から14世紀にかけての李朝や陳朝の時代には、皇族が帰依および保護した禅宗とともに茶が宮廷に広まり、明の使節の歓送迎などにも茶が用いられている。
黎朝初期に阮廌が著した『輿地誌』には、現在のフート省中部にあたる三農（タムノン県）が茶の名産地だったという記述がある。1773年の『雲臺類語』は、当時のタイグエンでの茶の生産について触れている。また、同書では同楽（現・ハノイ市ソクソン県）、良規（ハノイ市ドンアイン県）、芝泥（ハノイ市クオックオアイ県）、安道（フート省フーニン県）なども茶産地として記録されている。なお、18世紀末のサイゴン周辺では、フエの茶とともに中国茶も活発に販売されていた。南部においても、同時期にホイアンで製茶が行われていた記録がある。

### 近代以降
19世紀末にフランス植民地になった当初は、北部のフート省やイエンバイ省、中部のクアンナム省などでベトナム人によって茶が盛んに生産されていた。1893年にはフランスに茶が輸出され、1924年頃にはヨーロッパ人によってプランテーション式の大規模生産が始まり、アッサム種が中部のコントゥム省やクアンナム省で生産されるようになった。南部でも、北部から移住した労働者を使役してフランス資本による茶生産が始まり、1939年には紅茶2,000トンと緑茶370トンが、それぞれフランスおよびチュニジアとアルジェリアなどに輸出されている。紅茶の品質については、セイロンやジャワ産のものよりも高く評価されて高値がついた。また、ラムドン省などの中部高原では華人系の住民が入植し、涼しい気候を利用して烏龍茶などの生産を始めた。
20世紀中盤にフランスから独立すると、ベトナム人が茶の栽培を行うようになった。ソ連の援助でソ連向けの茶作りなども行われたが、これは本格化する前にソビエト連邦の崩壊によって中止された。近年では、ダラット高原やタイグエン省などがベトナムの有力な茶産地となっている。また、茶葉の生産が盛んになって茶が普及した事で、ヌオック・ボイのような伝統的な茶外茶の存在は小さくなってきている。